# Kasgraben (Mauerbach)
Der Kasgraben, auch Kasgrabenbach, ist ein Bach im 14. Wiener Gemeindebezirk Penzing. Er ist ein linker Zubringer des Mauerbachs.

## Verlauf
Der Kasgraben hat eine Länge von 2920 m bei einer Höhendifferenz von 203 m. Sein Einzugsgebiet ist 2,4 km² groß.
Der Bach verläuft naturnah durch das Wald- und Wiesengebiet des Wienerwalds im Bezirksteil Hadersdorf. Er entspringt im Tal zwischen Greutberg und Hochbruckenberg. Unter der Mauerbachstraße fließt er durch das Kasgrabengewölbe, bevor er linksseitig in den Mauerbach mündet.
Beim Kasgraben besteht keine Gefahr von Überflutungen. Im Fall eines Jahrhunderthochwassers sind weder Infrastruktur noch Wohnbevölkerung betroffen.

## Geschichte
Das Kasgrabengewölbe wurde 1992 errichtet.

## Ökologie
Am Kasgraben befinden sich Ahorn-Eschen-Wälder und intensiv genutzte Wiesen. Der Bach dient als Laichgewässer für Feuersalamander (Salamandra salamandra), Grasfrösche (Rana temporaria) und Springfrösche (Rana dalmatina).